# Phacelia filiae
Phacelia filiae är en strävbladig växtart som beskrevs av N.D.Atwood, F.J.Sm. och T.A.Knight. Phacelia filiae ingår i Faceliasläktet som ingår i familjen strävbladiga växter. Inga underarter finns listade i Catalogue of Life.